# Công trình hạ tầng xã hội
Hệ thống công trình hạ tầng xã hội hay cơ sở hạ tầng bao gồm các công trình như y tế, văn hóa, giáo dục, thể thao, thương mại, dịch vụ công cộng, cây xanh, công viên, mặt nước và các công trình khác.

## Ý nghĩa
Được xây dựng để phục vụ cộng đồng, có ý nghĩa xã hội hơn là kinh tế, nhằm nâng cao đời sống cộng đồng nơi đó.
Công trình hạ tầng có thể là các công trình sau:
- Giao thông
  - Đường bộ
  - Đường sắt
  - Vận tải công cộng
  - Sân bay
  - Đường thủy
  - Đường đi bộ
- Công cộng
  - Đường điện
  - Đường cấp khí ga
  - Đường cấp nước
  - Đường thoát nước
  - Viễn thông
  - Cáp truyền hình
- Dich vụ công cộng
  - Phòng cháy chữa cháy
  - Bệnh viện
  - Công an
  - Trường học